# HD 73344
HD 73344とは、かに座に存在する恒星である。見かけの等級は6.9と低いため、肉眼では観測することができない。年周視差の測定によると、HD 73344は35.2パーセク (115光年) 離れた位置に存在する。HD 73344には、確認されている太陽系外惑星が3つ存在している。

## 特徴
| 太陽 | HD 73344  |
| ---- | --------- |
| 太陽 | Exoplanet |

HD 73344はF型主系列星で、太陽よりも高温で明るい星であり、中心核で水素原子をヘリウム原子に核融合している。HD 73344は太陽より22%大きく、質量は20%大きく、80%明るい。有効温度は6,220 K (5,950 °C) で、太陽より448 °C 高温である。一方、HD 73344は太陽よりも若く、年齢は10億年から20億年の間であると推定されており、これは太陽年齢の5分の1から5分の2の間に相当する。HD 73344の自転周期は9日であり、太陽の自転周期は25日であるため太陽と比較してはるかに速く自転している。
HD 73344は地球から35パーセク (110光年) 離れた位置にあり、見かけの等級、つまり地球から観測したときの明るさは6.876である。そのため、肉眼では暗すぎて観測することは不可能であり、小型の望遠鏡や双眼鏡を使用しないと観測できない。距離と見かけの明るさから、絶対等級（10パーセク (33光年) 離れた位置から観測したときの恒星の明るさ）4.2と計算できる。HD 73344は銀河系の中心の周囲をほぼ円軌道で公転しており、銀河面からの最大距離は40パーセク (130光年) 、銀河中心からの距離は軌道全体で6,880パーセク (22,400光年) から8,840パーセク (28,800光年) の範囲にある。

## 惑星系
HD 73344の周囲を公転している太陽系外惑星は3つ知られており、いずれも2024年に異なる検出方法（トランジット法、ドップラー分光法、アストロメトリ法）によって発見された。
惑星の公転周期は2週間から16年に及ぶ。これらの惑星の軌道はすべて互いにずれており、惑星bとcは少なくとも20°のずれがあり、惑星dは内側の惑星の軌道からずれている。これは、惑星の軌道が揃っている太陽系とは対照的である。この軌道のずれを説明することができる仮説は2つ存在する。1つは内側と外側でずれがある歪んだ原始惑星系円盤が原因である説、もう1つは過去に2つ以上の巨大惑星の接近による軌道の歪みが原因である説である。
| 名称 （恒星に近い順） | 質量                   | 軌道長半径 （天文単位） | 公転周期 (日)       | 軌道離心率         | 軌道傾斜角           | 半径                  |
| --------------------- | ---------------------- | ----------------------- | ------------------- | ------------------ | -------------------- | --------------------- |
| b                     | 2.983+2.50 −1.90 M⊕    | 0.131+0.0003 −0.0002    | 15.61100±0.00003    | 0.030+0.019 −0.013 | 88.082+0.051 −0.056° | 2.884+0.082 −0.072 R⊕ |
| c                     | ≥0.373+0.022 −0.021 MJ | 0.3388+0.0042 −0.0043   | 65.936+0.023 −0.022 | 0.124+0.052 −0.053 | —                    | —                     |
| d                     | 2.55+0.56 −0.46 MJ     | 6.70+0.25 −0.26         | 5823+312 −308       | 0.18+0.14 −0.12    | 58+19 −16°           | —                     |

### HD 73344 b
HD 73344 bは、S. Sulisらによってトランジット法を用いて検出された。この惑星系で最初に発見された太陽系外惑星であり、ミニ・ネプチューンに分類されている。トランジット法による観測で得られたデータによると、HD 73344 bは地球の約3倍の大きさである。質量は不明であるが、地球の3.0+2.5
−1.9 倍と推定されており、地球の10倍以下であると考えられている。これは、密度が0.68+0.59
−0.44 g/cm3 と低いことを意味し、大気が水素やヘリウムなどの揮発性元素で構成されていることを示唆している。ただし、その組成を完全に特徴付け、その真の性質を明らかにするには、より正確な質量を含むさらなる観測が必要である。
これはHD 73344に最も近い太陽系外惑星で、公転周期は16日、主星からの平均距離は0.131天文単位 (19,600,000 km) である。これは太陽と水星の間の距離（0.31 au）の半分以下である。主星に近いため、温度も高くなる。アルベドがゼロであると仮定すると、HD 73344 bの平衡温度は910 K (637 °C; 1,178 °F) と推定され、自転と公転の同期が発生している場合は1,066 K (793 °C; 1,459 °F) になる。軌道離心率は低く、軌道は主星の自転軸とずれているとされる。

### HD 73344 c
HD 73344 cは土星と類似した惑星で、ドップラー分光法を用いた観測によって2024年にSulisら（HD 73344 bの発見者と同じ）によって初めて特定され、数か月後にJingwenらによって確認された。ドップラー分光法による観測で得られた質量は、少なくとも地球の110倍、つまり木星の0.37倍の質量に相当する。質量の上限は0.7 MJ とされている（これを超える質量は惑星系が不安定になるため）。HD 73344 cはトランジットを起こさない惑星であるため、半径を測定することは不可能である。
HD 73344 cはHD 73344 bと同様に主星に近い位置を公転しており、公転周期は66日、主星からの平均距離は水星と同程度の0.34 au である。軌道離心率は0.12±0.05と小さく、軌道傾斜角は正確には判明していないが、30°以上で、HD 73344 bの軌道傾斜角とは少なくとも20°異なる。平衡温度はアルベドがゼロであると仮定すると562 K (289 °C; 552 °F) と推定される。
HD 73344 bとcは互いに強く結合しており、歳差運動を起こしている。つまり、軌道傾斜角は時間の経過とともに変化し、主星の自転軸とずれることがある。

### HD 73344 d
HD 73344 dは木星型惑星で、複数の天文台による27年間のドップラー分光法を用いた観測で初めて特定され、その後ヒッパルコスとガイアによるアストロメトリ法を用いた観測でも特定された。アストロメトリ法による観測で測定された質量は木星の2.5倍である。
HD 73344 dは主星の周囲を広い軌道で公転しており、太陽系に置いた場合、木星軌道と土星軌道の間に相当する6.7 au 離れた場所に位置する。主星の周囲を一周するには16年かかる。HD 73344 dは物理的特性と軌道特性が類似しているため、木星に類似した惑星として分類されている。